# چرکاسی
چرکاسی (اوکراینی: Черка́си, تلفظ می‌شود [tʃerˈkɑsɪ]) شهری در استان چرکاسی در کشور اوکراین واقع شده‌است. جمعیت این شهر ۲۷۲,۶۵۱ نفر (۲۰۲۱ تخمینی) است.

## شهرهای خواهرخوانده
- بیدگوشچ - لهستان
- سومقاییت - آذربایجان
- سانتا روزا، کالیفرنیا - ایالات متحده

## نگارخانه

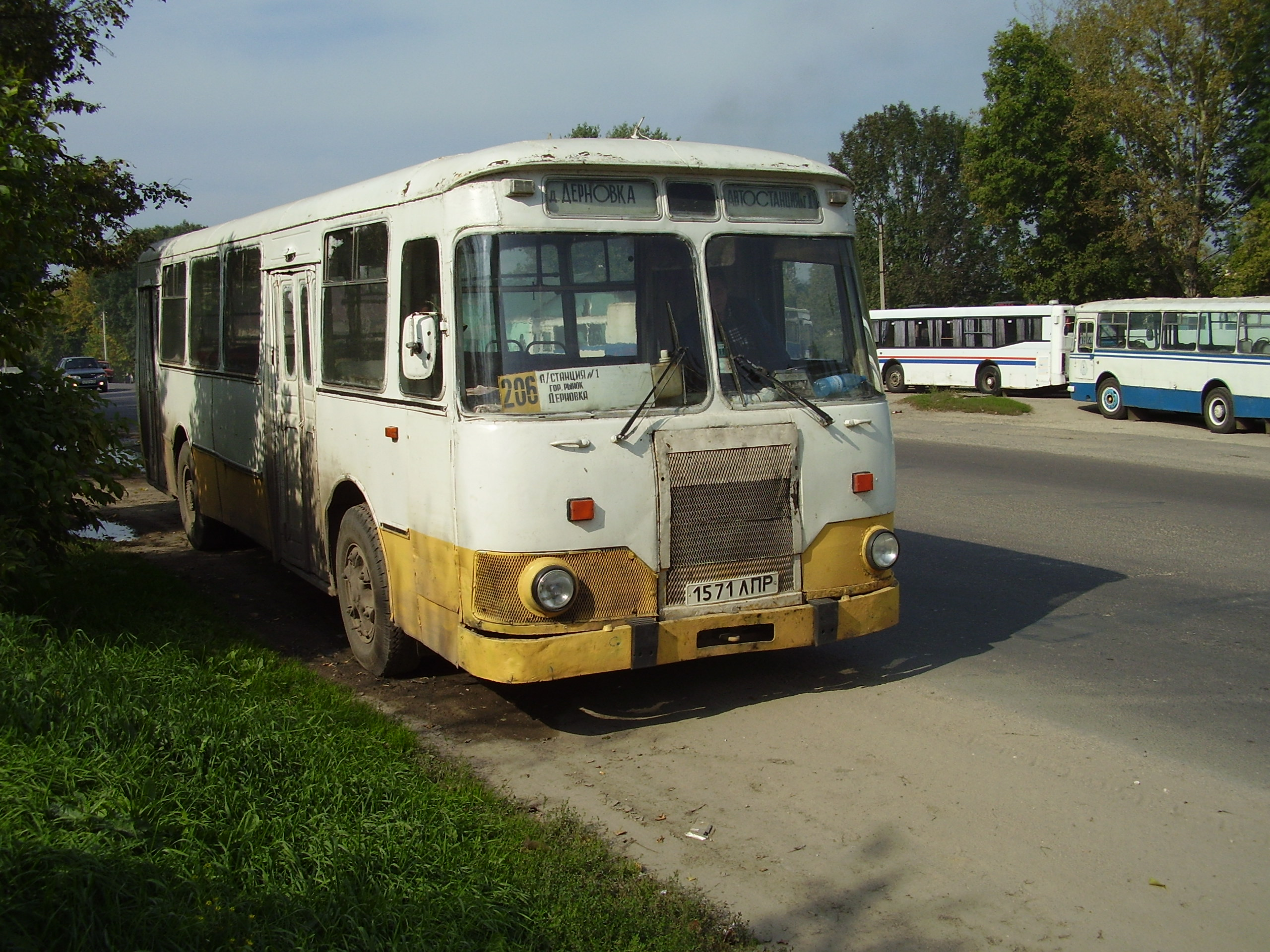
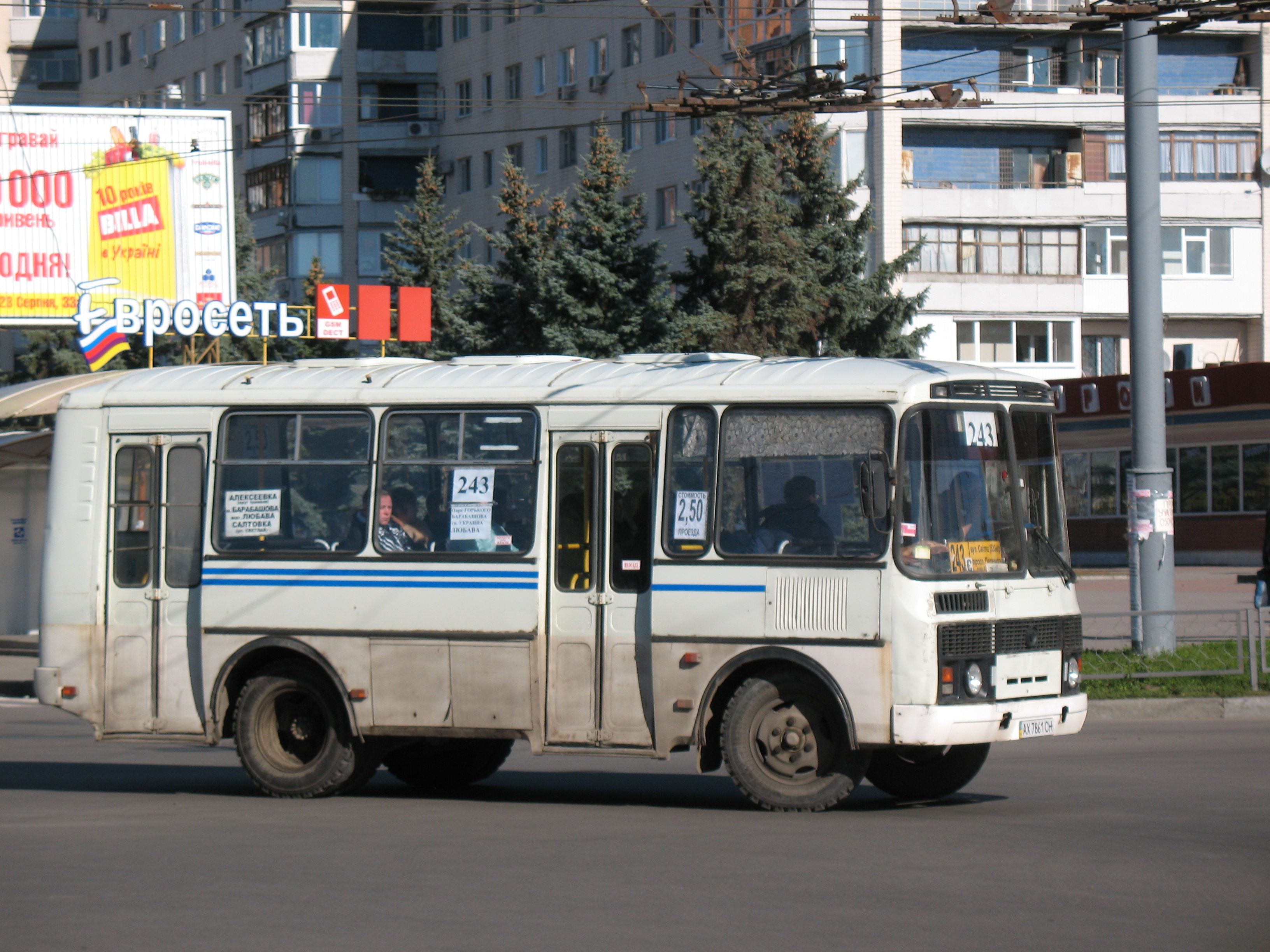
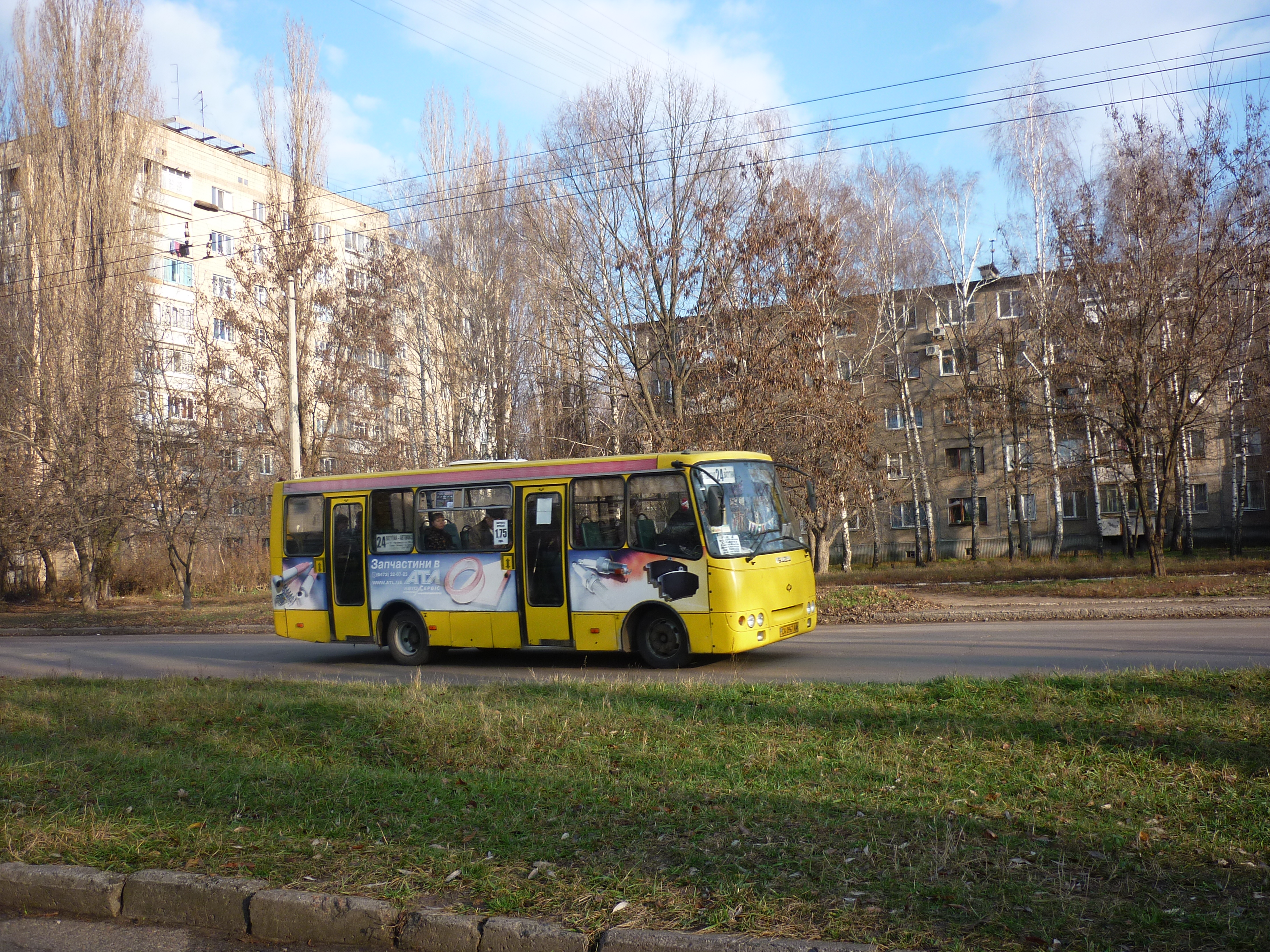
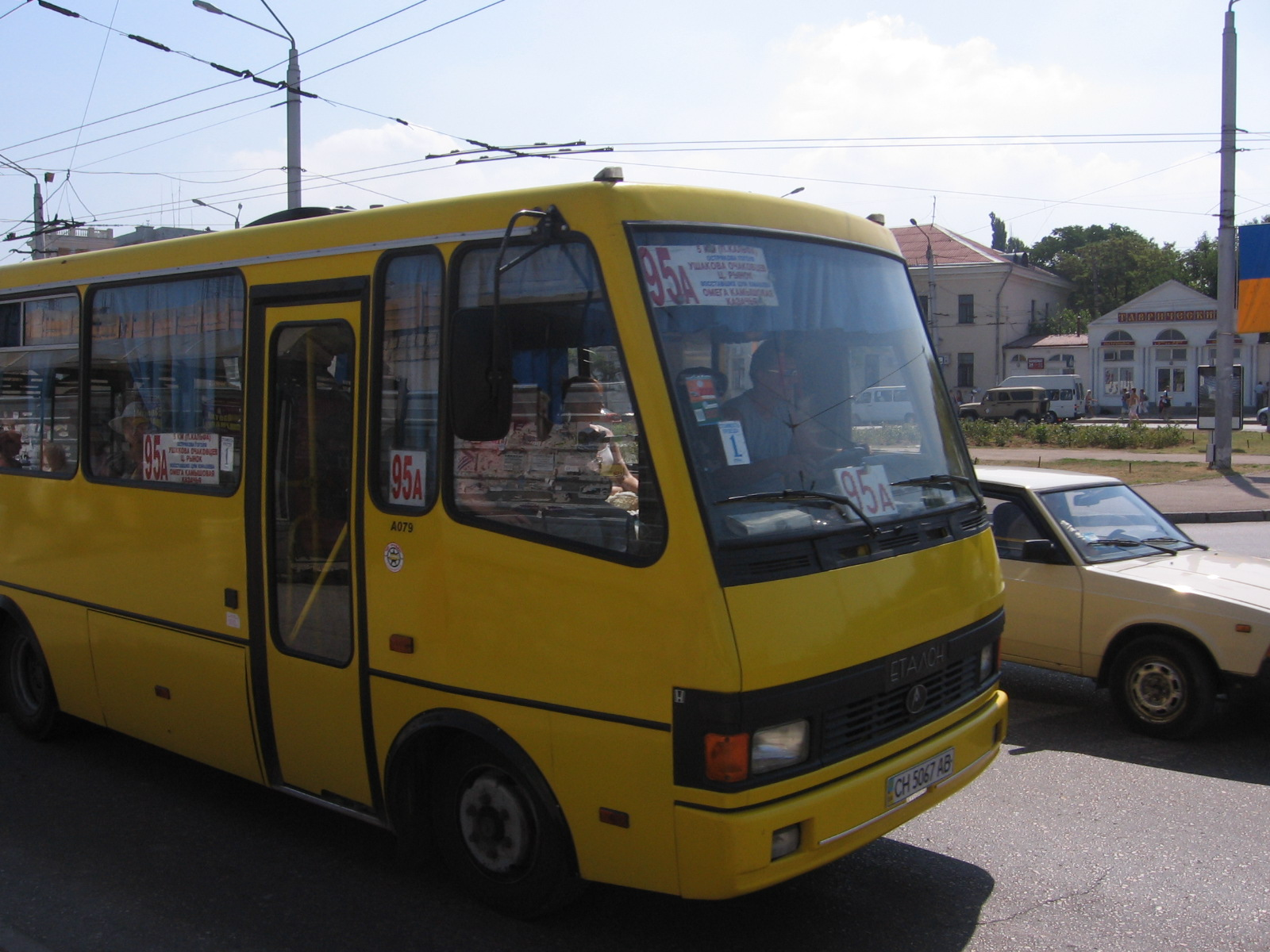